# A Tale of Two Cities (film 1907)
A Tale of Two Cities è un cortometraggio muto del 1907. Il nome del regista non viene riportato.
Una delle prime trasposizioni cinematografiche di un'opera di Charles Dickens e la prima versione per lo schermo di Racconto di due città, romanzo storico pubblicato nel 1859.

## Produzione
Il film fu prodotto dalla Selig Polyscope Company.